# Hensington Without
Hensington Without var en civil parish från 1894 till 1985 då den blev en del av Woodstock, i distriktet West Oxfordshire, i grevskapet Oxfordshire, i England. Civil parish var belägen 13 km från Oxford och hade 1 128 invånare år 1971.